# Liste der Mitglieder des US-Repräsentantenhauses aus Hawaii

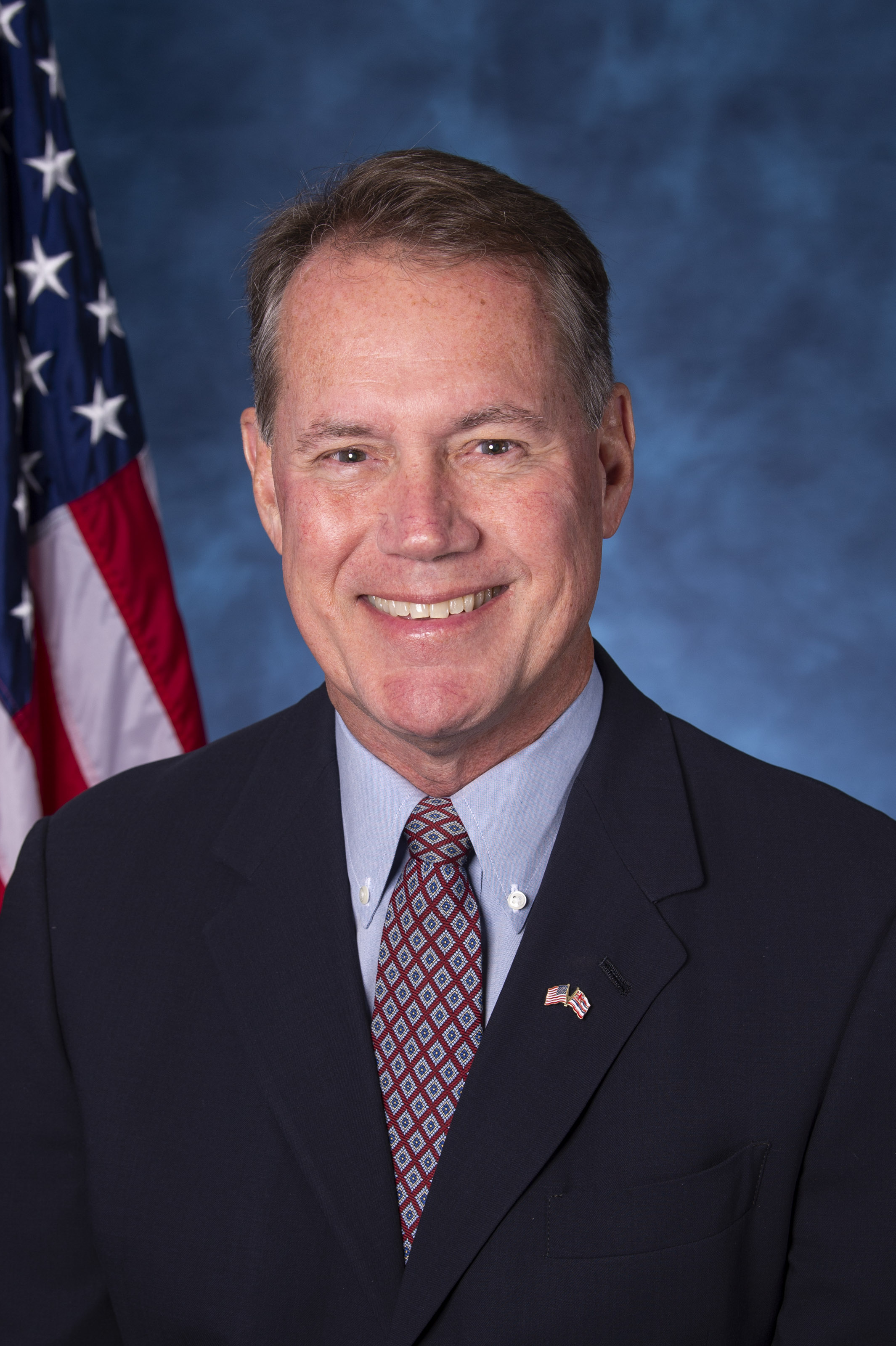
Ed Case, derzeitiger Vertreter des ersten Kongresswahlbezirks von Hawaii

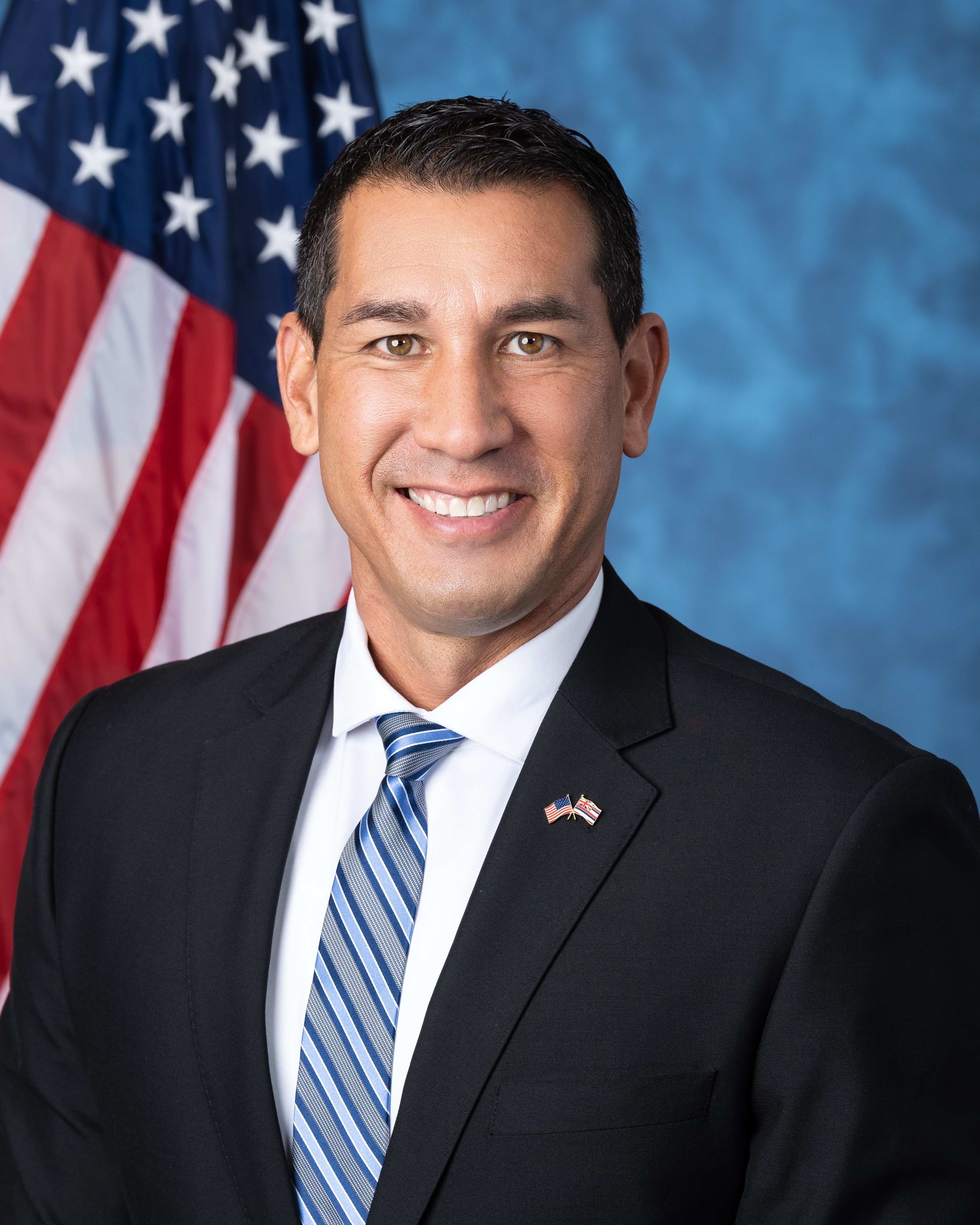
Kai Kahele, derzeitiger Vertreter des zweiten Kongresswahlbezirks von Hawaii

Diese Liste führt alle Politiker auf, die seit 1899 für Hawaii dem Repräsentantenhaus der Vereinigten Staaten angehört haben.

## Hawaii-Territorium (1899–1959)
Das Hawaii-Territorium entsandte in der Zeit von 1899 bis 1959 zehn nicht stimmberechtigte Kongressdelegierte:
| Name                              | Amtszeit                         | Partei          | Lebensdaten                          |
| --------------------------------- | -------------------------------- | --------------- | ------------------------------------ |
| Robert William Kalanihiapo Wilcox | 6. November 1900 – 3. März 1903  | Home Rule Party | 15. Februar 1855 – 23. Oktober 1903  |
| Jonah Kūhiō Kalanianaʻole         | 4. März 1903 – 7. Januar 1922    | Republikaner    | 26. März 1871 – 7. Januar 1922       |
| vakant                            | 7. Januar 1922 – 25. März 1922   |                 |                                      |
| Henry Alexander Baldwin           | 25. März 1922 – 3. März 1923     | Republikaner    | 12. Januar 1871 – 8. Oktober 1946    |
| William Paul Jarrett              | 4. März 1923 – 3. März 1927      | Demokrat        | 22. August 1877 – 10. November 1929  |
| Victor Stewart Kaleoaloha Houston | 4. März 1927– 3. März 1933       | Republikaner    | 22. Juli 1876 – 31. Juli 1959        |
| Lincoln Loy McCandless            | 4. März 1933 – 3. Januar 1935    | Demokrat        | 18. September 1859 – 5. Oktober 1940 |
| Samuel Wilder King                | 3. Januar 1935 – 3. Januar 1943  | Republikaner    | 17. Dezember 1886 – 24. März 1959    |
| Joseph Rider Farrington           | 3. Januar 1943 – 19. Juni 1954   | Republikaner    | 15. Oktober 1897 – 19. Juni 1954     |
| vakant                            | 19. Juni 1954 – 4. August 1954   |                 |                                      |
| Mary Elizabeth Pruett Farrington  | 4. August 1954 – 3. Januar 1957  | Republikaner    | 30. Mai 1898 – 21. Juli 1984         |
| John Anthony Burns                | 3. Januar 1957 – 29. August 1959 | Demokrat        | 30. März 1909 – 5. April 1975        |

## Bundesstaat Hawaii (seit 1959)
Der Bundesstaat Hawaii entsandte ab 1959 bis heute folgende Kongressabgeordnete:

### 1. Distrikt
| Name                     | Amtszeit                            | Partei       | Lebensdaten                           |
| ------------------------ | ----------------------------------- | ------------ | ------------------------------------- |
| Daniel Ken Inouye        | 21. August 1959 – 3. Januar 1963    | Demokrat     | 7. September 1924 – 17. Dezember 2012 |
| Spark Masayuki Matsunaga | 3. Januar 1963 – 3. Januar 1977     | Demokrat     | 8. Oktober 1916 – 15. April 1990      |
| Cecil Landau Heftel      | 3. Januar 1977 – 11. Juli 1986      | Demokrat     | 30. September 1924 – 5. Februar 2010  |
| vakant                   | 11. Juli 1986 – 20. September 1986  |              |                                       |
| Neil Abercrombie         | 20. September 1986 – 3. Januar 1987 | Demokrat     | * 26. Juni 1938                       |
| Patricia Fukuda Saiki    | 3. Januar 1987 – 3. Januar 1991     | Republikaner | * 28. Mai 1930                        |
| Neil Abercrombie         | 3. Januar 1991 – 28. Februar 2010   | Demokrat     | * 26. Juni 1938                       |
| vakant                   | 28. Februar 2010 – 22. März 2010    |              |                                       |
| Charles Kong Djou        | 22. März 2010 – 3. Januar 2011      | Republikaner | * 9. August 1970                      |
| Colleen Wakako Hanabusa  | 3. Januar 2011 – 3. Januar 2015     | Demokrat     | * 4. Mai 1951                         |
| Mark Takai               | 3. Januar 2015 – 20. Juli 2016      | Demokrat     | 1. Juli 1967 – 20. Juli 2016          |
| vakant                   | 20. Juli 2016 – 8. November 2016    |              |                                       |
| Colleen Wakako Hanabusa  | 8. November 2016 – 3. Januar 2019   | Demokrat     | * 4. Mai 1951                         |
| Edward Espenett Case     | seit 3. Januar 2019                 | Demokrat     | * 27. September 1952                  |

### 2. Distrikt
Der 2. Distrikt wurde nach dem Zensus von 1960 gegründet. Die ersten Wahlen fanden im November 1962 statt.
| Name                  | Amtszeit                                | Partei   | Lebensdaten                           |
| --------------------- | --------------------------------------- | -------- | ------------------------------------- |
| Thomas Ponce Gill     | 3. Januar 1963 – 3. Januar 1965         | Demokrat | 21. April 1922 – 3. Juni 2009         |
| Patsy Takemoto Mink   | 3. Januar 1965 – 3. Januar 1977         | Demokrat | 6. Dezember 1927 – 28. September 2002 |
| Daniel Kahikina Akaka | 3. Januar 1977 – 15. Mai 1990           | Demokrat | 11. September 1924 – 6. April 2018    |
| vakant                | 15. Mai 1990 – 22. September 1990       |          |                                       |
| Patsy Takemoto Mink   | 22. September 1990 – 28. September 2002 | Demokrat | 6. Dezember 1927 – 28. September 2002 |
| vakant                | 28. September 2002 – 30. November 2002  |          |                                       |
| Edward Espenett Case  | 30. November 2002 – 3. Januar 2007      | Demokrat | * 27. September 1952                  |
| Mazie Keiko Hirono    | 3. Januar 2007 – 3. Januar 2013         | Demokrat | * 3. November 1947                    |
| Tulsi Gabbard         | 3. Januar 2013 – 3. Januar 2021         | Demokrat | * 12. April 1981                      |
| Kaiali‘i Kahele       | 3. Januar 2021 – 3. Januar 2023         | Demokrat | * 28. März 1974                       |
| Jill Naomi Tokuda     | seit 3. Januar 2023                     | Demokrat | * 3. März 1976                        |